# 帕哈里语
帕哈里语、帕哈尔语或帕哈迪语（ ）曾被用以称呼多种不同的方言、语言或语支，它们大多分布于下喜马拉雅山脉地区。
在最常见的用法中，它可能指：
- 帕哈里-波特瓦里语（英语：Pahari-Pothwari）：巴控克什米尔地区和邻近旁遮普地区、印控克什米尔的主要语言
- 任何属于西帕哈里语支（英语：Western Pahari）（又称喜马偕尔语支）的单一语言，主要分布在印度的喜马偕尔邦[1]
- 北印度-雅利安语支（英语：Northern Indo-Aryan languages）：一个有争议的印度-雅利安语支的亚语支，下属语言主要分布在尼泊尔和印度的北阿坎德邦和喜马偕尔邦，在语言学中经常被称为“帕哈里语”或“帕哈里语支”

在不甚常见的用法中，它可能指：
- 多格拉语：一些平原地区的多格拉语使用者对高海拔地区多格拉语变体的称呼[2]
- 比拉斯普尔语（英语：Bilaspuri）的一种变体，分布于印度旁遮普邦的某些丘陵地区[1]
- 部分尼泊尔农村地区对尼泊尔语的称呼[3]
- 比尔语的方言之一，分布于古吉拉特邦东部[1]

另外一个被译为帕哈里（पहरी）的单词常用于称呼尼泊尔境内的藏缅语族语言尼瓦尔语。